# ポロネーズ

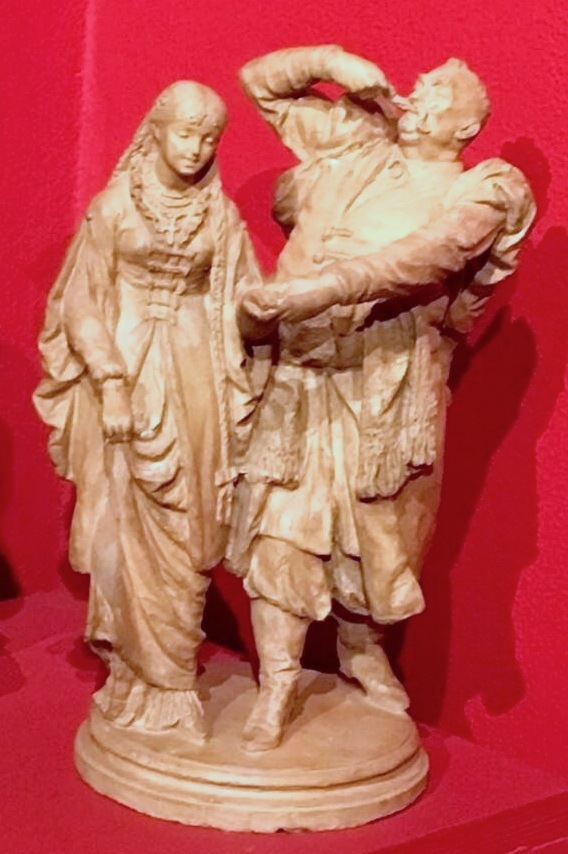
ポロネーズ (1888)

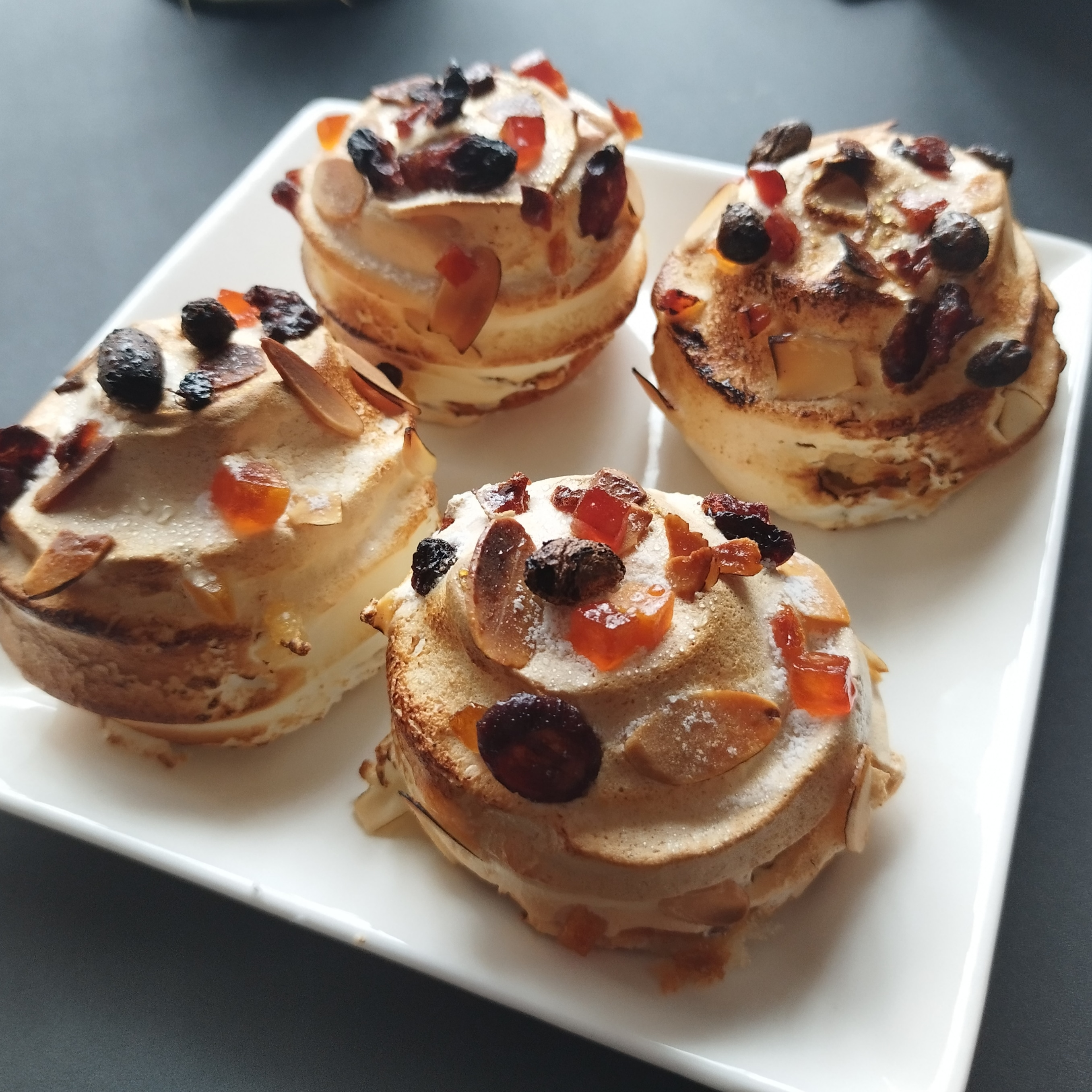
gateaux polonaise（ブリオッシュをメレンゲで覆ったフランスの古典菓子）

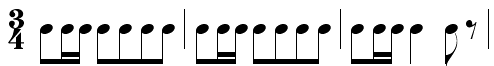
一般的なポロネーズのリズム。最後は弱拍で終止する（女性終止）

ポロネーズ（仏: polonaise、波: polonez、伊: polacca）は、フランス語で「ポーランド風」の意であり、マズルカと並んでポーランド起源のダンスまたはそのための曲の形式（舞曲）である。テンポがゆっくりな4分の3拍子で、もとはポーランドの民族舞踊であったが、一つの様式となってヨーロッパで流行した。特にショパンの『ポロネーズ第6番』（通称「英雄ポロネーズ」）、『ポロネーズ第3番』（通称「軍隊ポロネーズ」）が有名である。

## 概要
典型的なポロネーズは荘重でゆったりした4分の3拍子で、第1拍が16分音符で細分されているのが特徴であるが、初期のものは必ずしもこれに従わず、2拍子のものもある。現在のリズムが定着したのは古典派の時代である。ダンスは3拍目の最後に挨拶をして締めくくられるため、3拍目の初めの拍（弱拍）で終結する（女性終止）のが特徴である。
もとは民俗的なものでなく貴族の行進から始まったといわれ、16世紀後半にポーランド王国の宮廷で行われたという。スウェーデンの民族舞踊「ポルスカ（Polska：スウェーデン語で「ポーランドの」の意）にも似たものがあり、これはスウェーデン王を兼ねたポーランド王ジグムント3世の時代に始まるともいう。
その後、ヨーロッパ各国の宮廷に取り入れられ、フランス宮廷からポロネーズの名が広まった。また純器楽曲としても作曲され、初期のもので有名なものにJ.S.バッハの作品（ブランデンブルク協奏曲、フランス組曲、管弦楽組曲など）やヘンデルの合奏協奏曲集作品6の3の第4曲がある。さらにフランツ・クサーヴァー・モーツァルト、ベートーヴェン、ウェーバー、シューベルトらも作曲した。また、舞曲ではない「ポロネーズ風」（伊: alla polacca）という表記を付けた曲も多く存在する（ベートーヴェン「三重協奏曲」終楽章など）。
ポーランド本国ではユゼフ・コズウォフスキ（Jozef Kosłowski, 1757年 - 1831年）、ミハウ・クレオファス・オギンスキ（Michał Ogiński, 1765年 - 1833年）、カロル・クルピンスキ（Karol Kurpiński, 1785年 - 1857年）らが民族的なポロネーズを作曲し、これらはショパンに影響を与えた。ショパン以後も、ユリウシュ・ザレンプスキやアレクサンデル・ザジツキなどが規模の大きなポロネーズを作曲している。また、ポーランド以外でもリストやチャイコフスキーなど多くの作曲家が作曲している。
1885年、大統領入場の際の音楽を『大統領万歳』から変えたかったアメリカ大統領チェスター・A・アーサーは、ジョン・フィリップ・スーザに新しい音楽の作曲を依頼した。スーザは翌年『大統領ポロネーズ』を完成したが、アーサー大統領は初演の前に亡くなった。
2023年にユネスコの無形文化遺産に登録された。